# Вагулинский сельский округ
Вагулинский сельский округ (каз. Вагулин ауылдық округі) — административная единица в составе Кызылжарского района Северо-Казахстанской области Казахстана. Административный центр — село Вагулино. Аким сельского округа — Шишкина Ирина Сергеевна.
Население — 1844 человека (2009, 2389 в 1999, 2614 в 1989).

## География
Территория сельского округа расположена в северной части Кызылжарского района и граничит на севере с Российской Федерацией, на востоке — с землями Берёзовского сельского округа, на юго-западе и западе — с землями Виноградовского сельского округа, на юге с землями Соколовского сельского округа.
Расстояние до районного центра — 65 км. До областного центра города Петропавловска — 50 км.

## Образование и медицина
В округе функционирует 4 школы: 1 средняя, 2 основные, 1 начальная. При школах работают мини-центры, два с полным днём пребывания, два с 3-х часовым пребыванием. Имеются 2 спортивных зала, 2 стадиона, 3 хоккейных корта.
В сельском округе функционируют 5 медицинских пунктов. Ежегодно в сёла выезжает передвижной флюорограф. В округе имеется машина скорой помощи.

## Экономика
На территории округа действует 4 товарищества с ограниченной ответственностью, 15 крестьянско-фермерских хозяйств. Все они занимаются производством сельскохозяйственной продукции и животноводством.
На территории округа действует 44 субъекта малого и среднего бизнеса, в том числе 27 занятых в сельскохозяйственном секторе.
В округе имеются 13 торговых точек, 2 индивидуальных предпринимателя работают в сфере пассажирских перевозок.
В сельском округе функционирует 3 сельских клуба и 2 библиотеки.

## Состав
В состав сельского округа была присоединена территория ликвидированного Красноярского сельского совета (села Красноярка, Желяково). В 2013 году в состав округа вошла часть территории ликвидированного Долматовского сельского округа (село Красный Яр) .
В состав округа входят такие населенные пункты:
| Населенный пункт | Население, человек (1989) | Население, человек (1999) | Население, человек (2009) |
| ---------------- | ------------------------- | ------------------------- | ------------------------- |
| Вагулино, село   | 742                       | 762                       | 689                       |
| Желяково, село   | 403                       | 314                       | 198                       |
| Красный Яр, село | 177                       | 165                       | 92                        |
| Красноярка, село | 801                       | 688                       | 505                       |
| Кустовое, село   | 491                       | 460                       | 360                       |